# المطلعون
المطلعون (هانغل: 내부자들) فيلم سياسي جريمة كوري جنوبي من كتابة واخراج وو مين هو. وبطولة لي بيونغ هون وجو سونغ وو وبايك يون سيك. فيلم المطلعون ونسخة المخرج المطلعون: الأصلي باع 9.1 مليون بطاقة في شباك التذاكر، واصبح اعلى فيلم كبار ارباحاً في شباك التذاكر الكوري.

## الممثلون
- لي بيونغ هون بدور آه سانغ غو.
- جو سونغ وو بدور وو جانغ هو.
- بايك يون سيك بدور لي كانغ هي.
- لي غيونغ يونغ بدور جانغ بيل وو.
- كيم هونغ فا بدور أو هون سو.
- بي سيونغ وو بدور بارك جونغ بيل.
- جو جاي يون بدور رئيس قسم بانغ.
- كيم داي ميونغ بدور غو سانغ تشيل.
- جو وو جين بدور المدير الإداري جو.
- لي إل بدور جو يون هي.

## الترشيحات والجوائز
| السنة | الجائزة                             | الفئة              | المستلم                   | النيجة |
| ----- | ----------------------------------- | ------------------ | ------------------------- | ------ |
| 2016  | الدورة 52 جوائز بايكسانغ للفنون     | أفضل فيلم          | المطلعون                  | رُشِّح    |
| 2016  | الدورة 52 جوائز بايكسانغ للفنون     | أفضل اخراج         | وو مين هو                 | رُشِّح    |
| 2016  | الدورة 52 جوائز بايكسانغ للفنون     | أفضل ممثل          | لي بيونغ هون              | فوز    |
| 2016  | الدورة 52 جوائز بايكسانغ للفنون     | أفضل ممثل          | بايك يون سيك              | رُشِّح    |
| 2016  | الدورة 52 جوائز بايكسانغ للفنون     | أفضل تصوير سينمائي | وو مين هو                 | رُشِّح    |
| 2016  | الدورة 25 Buil Film Awards          | أفضل فيلم          | المطلعون                  | رُشِّح    |
| 2016  | الدورة 25 Buil Film Awards          | أفضل ممثل          | لي بيونغ هون              | فوز    |
| 2016  | الدورة 25 Buil Film Awards          | أفضل تصوير سينمائي | وو مين هو                 | رُشِّح    |
| 2016  | الدورة 37 جوائز أفلام التنين الأزرق | أفضل فيلم          | المطلعون                  | فوز    |
| 2016  | الدورة 37 جوائز أفلام التنين الأزرق | أفضل اخراج         | وو مين هو                 | رُشِّح    |
| 2016  | الدورة 37 جوائز أفلام التنين الأزرق | أفضل تصوير سينمائي | وو مين هو                 | رُشِّح    |
| 2016  | الدورة 37 جوائز أفلام التنين الأزرق | أفضل ممثل          | لي بيونغ هون              | فوز    |
| 2016  | الدورة 37 جوائز أفلام التنين الأزرق | أفضل ممثل جديد     | جو وو جين                 | رُشِّح    |
| 2016  | الدورة 37 جوائز أفلام التنين الأزرق | أفضل تحرير         | كيم سانغ بوم، كيم جاي بوم | رُشِّح    |
| 2016  | الدورة 53 جوائز الناقوس الكبرى      | أفضل فيلم          | المطلعون                  | فوز    |
| 2016  | الدورة 53 جوائز الناقوس الكبرى      | أفضل اخراج         | وو مين هو                 | فوز    |
| 2016  | الدورة 53 جوائز الناقوس الكبرى      | أفضل ممثل          | لي بيونغ هون              | فوز    |
| 2016  | الدورة 53 جوائز الناقوس الكبرى      | أفضل ممثل مساعد    | لي غيونغ يونغ             | رُشِّح    |
| 2016  | الدورة 53 جوائز الناقوس الكبرى      | أفضل ممثلة مساعدة  | لي ايل                    | رُشِّح    |
| 2016  | الدورة 53 جوائز الناقوس الكبرى      | أفضل تصوير سينمائي | وو مين هو                 | فوز    |
| 2016  | الدورة 53 جوائز الناقوس الكبرى      | أفضل تمثل          | كيم وو كوك                | فوز    |

## روابط أضافية
- المطلعون على موقع IMDb (الإنجليزية)
- المطلعون على موقع روتن توميتوز (الإنجليزية)
- المطلعون على موقع ألو سيني (الفرنسية)
- المطلعون على موقع Turner Classic Movies (الإنجليزية)
- المطلعون على موقع أول موفي (الإنجليزية)
- المطلعون على موقع فيلمافينيتي (الإسبانية)
- المطلعون على موقع قاعدة بيانات الفيلم (الإنجليزية)
- المطلعون على موقع ليتربوكسد (الإنجليزية)
- المطلعون على موقع كينوبويسك (الروسية)
- المطلعون على هانسينما